# Villa Barboza
Villa Barboza – miasto w Argentynie, w prowincji San Juan, w departamencie Pocito.
Według danych szacunkowych na rok 2010 miejscowość liczyła 24 240 mieszkańców.